# Batalha de Maysalun
A Batalha de Maysalun (árabe: معركة ميسلون), também chamada de Batalha de Khan Maysalun, ou Batalha de Khan Maysalun, foi disputada entre as forças do Reino Árabe da Síria e do Exército Francês do Levante em 24 de Julho de 1920 perto de Khan Maysalun nas Montanhas Antilíbano, a cerca de 25 quilômetros (16 mi) a oeste de Damasco.
Em Outubro de 1918, os rebeldes árabes, comandados pelo Emir Hachemita Faiçal, capturaram Damasco durante a Revolta Árabe apoiada pelos britânicos contra o Império Otomano. Faiçal então formou um governo, que não foi reconhecido nem pela França nem pela Grã-Bretanha, que secretamente concordaram em dar à França o controle da Síria, apesar das promessas britânicas de independência aos Árabes. Os Franceses enfrentaram revoltas locais quando as suas forças entraram no país e, em Março de 1920, Faiçal foi proclamado Rei da Síria. No entanto, um mês depois, a Liga das Nações alocou a Síria para a França como um mandato.
A Batalha de Maysalun seguiu-se à medida que as forças francesas partiram do Líbano para assegurar o controle sobre Damasco e derrubar o governo de Faiçal. Com os restos do exército Sírio e voluntários locais, o ministro da Guerra de Faiçal, o General Yusuf al-'Azma, decidiu enfrentá-los. As tropas francesas mais bem equipadas, lideradas pelo General Mariano Goybet, derrotaram al-'Azma, que foi morto em combate.
Os Franceses entraram em Damasco no dia seguinte, encontrando pouca resistência. Logo depois, Faiçal foi expulso da Síria. Apesar da derrota decisiva do exército Sírio, a batalha é vista na Síria e no resto do Mundo árabe como um símbolo de resistência corajosa contra um poder imperial mais forte.

## Origens
Em 30 de Outubro de 1918, no final da Primeira Guerra Mundial, o Exército de Sharif, liderado pelo Emir Faiçal, apoiado pelo Exército Britânico, capturou Damasco aos otomanos como parte da Revolta Árabe contra o Império Otomano. A guerra terminou menos de um mês depois da conquista de Damasco. Em correspondências entre a liderança de Sharif em Meca e Henry McMahon, o alto comissário britânico no Cairo, este prometeu apoiar o estabelecimento de um reino de Sharif nas províncias árabes do Império Otomano em troca do lançamento de uma revolta contra os Otomanos. No entanto, os governos britânico e francês fizeram secretamente acordos prévios sobre a divisão das províncias árabes dos Otomanos entre si no Acordo Sykes-Picot de 1916.

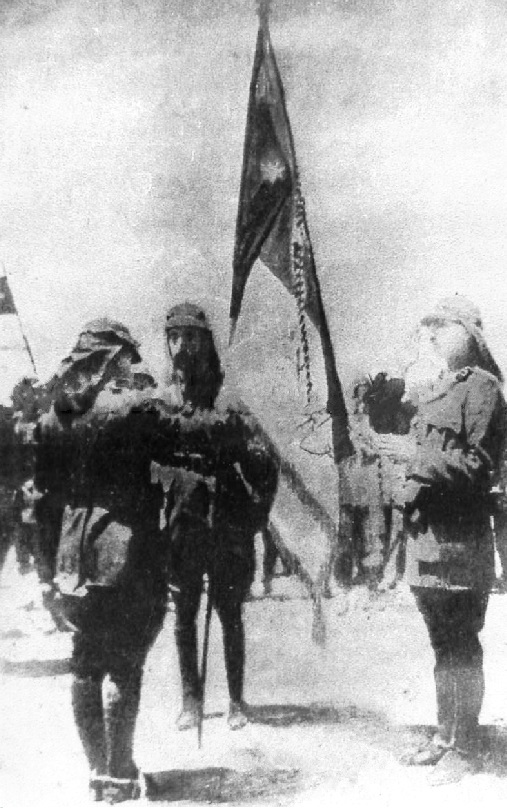
Rei Faiçal (centro) e o Ministro da Guerra Yusuf al-'Azma (esquerda, em frente a Faiçal), 1920

Para garantir seu trono na Síria, Faiçal participou da Conferência de Paris em Janeiro de 1919, onde ele não foi reconhecido pelo governo Francês como soberano da Síria; Faiçal pediu a soberania síria sob seu governo,  mas as potências Europeias presentes na conferência pediram mandatos europeus a serem estabelecidos sobre os antigos territórios Árabes do Império Otomano.  Na Comissão King-Crane de Junho de 1919, liderada pelos Estados Unidos, que publicou AS suas conclusões em 1922, a comissão determinou que o povo da Síria rejeitava de forma esmagadora o domínio Francês. Além disso, o Emir Faiçal declarou à comissão que "o domínio francês significaria morte certa para os sírios como um povo distinto". 
As forças francesas comandadas pelo General Henri Gouraud desembarcaram em Beirute em 18 de Novembro de 1919, com o objetivo final de trazer toda a Síria sob controle francês. Pouco depois, as forças Francesas foram enviadas para o Vale do Beca entre Beirute e Damasco. Contra a os desejos do Rei Faiçal, seu delegado para lidar com o General Gouraud, Nuri al-Said, concordou com o destacamento francês e a dissolução das tropas árabes de al-Mu'allaqa, perto de Zahle. O acordo entre al-Said e Gouraud era contrário a um acordo anterior feito por Faiçal com o primeiro-ministro francês Georges Clemenceau, que afirmava que as tropas francesas não seriam mobilizadas no Vale do Beqaa até que a Liga das Nações decidisse sobre o assunto. Faiçal condenou al-Said e acusou-o de traição. Após a retirada do exército árabe de al-Mu'allaqa, milicianos cristãos de Zahle invadiram a cidade, provocando ataques de milicianos muçulmanos locais, que forçaram várias famílias cristãs a ir para o litoral. Em meio a esses desdobramentos, grupos armados de rebeldes e bandidos surgiram em todo o Vale do Beqaa. Quando um oficial francês em Baalbek foi agredido por rebeldes xiitas que se opunham à presença francesa, Gouraud responsabilizou o governo árabe e exigiu que ele pedisse desculpas, o que não aconteceu. Em resposta, Gouraud violou seu acordo com al-Said e ocupou Baalbek. O desdobramento francês ao longo da costa síria e do Vale do Beca provocou distúrbios em toda a Síria e agudizou as divisões políticas entre o campo político que pedia o confronto entre os franceses e o campo, preferindo compromissos.
Em 8 de Março de 1920, o Congresso Nacional da Síria proclamou o estabelecimento do Reino da Síria, com Faiçal como Rei.  Esta ação unilateral foi imediatamente rejeitada pelos Ingleses e Franceses.  Na Conferência de San Remo, que foi convocada pelas Forças Aliadas em Abril de 1920, a alocação de mandatos nos territórios Árabes foi finalizada, com a França a receber mandato para a Síria.  A alocação da Síria pela França foi, por sua vez, repudiada por Faiçal e pelo Congresso Nacional da Síria. Após meses de instabilidade e fracasso em cumprir as promessas feitas por Faiçal aos franceses, o General Gouraud deu um ultimato a Faiçal em 14 de Julho de 1920 exigindo que ele dissolvesse o Exército Árabe e se submetesse à autoridade francesa até 20 de Julho ou enfrentaria uma invasão militar Francesa. Em 18 de Julho, Faiçal e todo o gabinete, com excepção do Ministro da Guerra, Yusuf al-'Azma, concordaram com o ultimato e emitiram ordens de desmantelamento das unidades do Exército Árabe em Anjar, na estrada Beirute-Damasco e nas colinas das Montanhas Antilíbano viradas para o Vale do Beca. Dois dias depois, Faiçal informou o oficial de ligação Francês em Damasco da sua aceitação do ultimato, mas por razões pouco claras, a notificação de Faiçal não chegou a Gouraud até 21 de Julho. Fontes suspeitas das intenções francesas acusaram os franceses de atrasar intencionalmente a entrega do aviso para dar a Gouraud uma desculpa oficial para avançar para Damasco. No entanto, não houve evidência ou indicação de sabotagem francesa. A notícia da dissolução e a submissão de Faiçal levaram a tumultos em Damasco em 20 de Julho e sua supressão pelo Emir Zeid, que levou a cerca de 200 mortes. Al-'Azma, que se opunha firmemente à rendição, implorou a Faiçal que permitisse que ele e os remanescentes de seu exército enfrentassem os franceses.

### Prelúdio
Em 22 de Julho, Faiçal despachou o Ministro da Educação Sati al-Husri e o ex-representante do governo Árabe, Jamil al-Ulshi, para encontrar Gouraud em seu quartel-general em Aley e persuadi-lo a pôr fim ao avanço de seu exército para Damasco. Gouraud respondeu estendendo o ultimato em um dia e com novas e mais rigorosas condições, a saber, que a França fosse autorizada a estabelecer uma missão em Damasco para supervisionar a implementação do ultimato original e o estabelecimento do mandato Francês. Al-Husri retornou a Damasco no mesmo dia para comunicar a mensagem de Gouraud a Faiçal, que convocou uma reunião do gabinete em 23 de Julho para analisar o novo ultimato. O Coronel Cousse, um oficial de ligação Francês em Damasco, interrompeu a reunião com uma exigência de Gouraud de que o exército francês pudesse avançar em direção a Maysalun, onde os poços de água eram abundantes. Gouraud tinha planejado originalmente lançar a ofensiva contra Damasco a partir de Ayn al-Judaydah, uma fonte na Faixa Antilíbano, mas a falta de fontes de água lá no meio das montanhas íngremes e estéreis levou a uma mudança de planos. Assim, Gouraud procurou ocupar Khan Maysalun, uma caravançarai isolada na estrada de Beirute-Damasco, situada no cume da passagem montanhosa de Wadi al-Qarn no Antilíbano, localizada a 25 quilômetros (16 mi) oeste de Damasco. Gouraud também foi motivado a ocupar Khan Maysalun por causa de sua proximidade com a Ferrovia de Hejaz.
A mensagem de Cousse confirmou os temores do gabinete de Faiçal de que Gouraud estava decidido a tomar a Síria pela força. Posteriormente, o gabinete rejeitou o ultimato de Gouraud e lançou um apelo amplamente simbólico à comunidade internacional para acabar com o avanço Francês.  No dia 23 de julho, Al-'Azma partiu de Damasco com a sua força heterogénea de soldados regulares e voluntários, que foi dividida em colunas norte, central e sul, cada uma dirigida por unidades de cavalaria de camelos. As Forças francesas lançaram a sua ofensiva contra Khan Maysalun e Wadi al-Qarn pouco depois do amanhecer de 24 de Julho, às 5:00, enquanto as forças sírias aguardavam em suas posições com vista para a extremidade baixa de Wadi al-Qarn.

## Batalha
Os primeiros confrontos ocorreram às 6h30, quando tanques franceses invadiram a posição central da linha defensiva síria, enquanto as unidades de cavalaria e infantaria francesas assaltavam as posições norte e sul dos sírios.  A cavalaria de camelo foram as primeiras unidades Sírias a enfrentar os Franceses. Inicialmente, as forças sírias resistiram rigidamente ao longo da frente, mas não tinham coordenação entre as suas diferentes unidades. No início dos confrontos, o fogo da artilharia síria infligiu baixas a uma bateria de soldados franceses. Os tanques franceses enfrentaram fogo pesado enquanto tentavam ganhar terreno contra os Sírios.  No entanto, a artilharia Francesa começou a afectar as forças Sírias e pelas 8:30 os Franceses haviam quebrado a trincheira central dos Sírios. Numa dada altura. nas primeiras horas dos confrontos, as forças Sírias conseguiram imobilizar brevemente duas companhias Senegalesas que estavam relativamente isoladas no flanco direito Francês. As perdas infligidas às duas unidades Senegalesas representaram aproximadamente metade das baixas totais do exército Francês. No entanto, por volta das 10 horas, a batalha acabou efetivamente, tendo virado decisivamente a favor dos Franceses.
Às 10h30, as forças Francesas alcançaram o quartel-general de al-'Azma, desimpedidas pelas minas colocadas a caminho pelos Sírios. Pouca informação é conhecida sobre a batalha do lado Sírio. De acordo com uma versão, quando as forças Francesas estavam a cerca de 100 metros de distância, al-'Azma correu para um artilheiro sírio estacionado perto dele e exigiu que ele abrisse fogo. No entanto, antes que qualquer projétil pudesse ser disparado, uma unidade de tanques Francesa avistou al-'Azma e o abateu com metralhadora. Em outro relato, al-'Azma tinha tentado minar as trincheiras quando as forças francesas se aproximaram de sua posição, mas foi abatido pelos Franceses antes que ele pudesse ativar as cargas. A morte de Al-'Azma marcou o fim da batalha, apesar dos confrontos intermitentes terem continuado até as 13:30. Combatentes Sírios Sobreviventes foram bombardeados do ar e atormentados pelos franceses enquanto se retiravam para Damasco.
Após a batalha, o General Gouraud dirigiu-se ao General Goybet da seguinte forma:
ORDEM GERAL No. 22

Aley, 24 de Julho de 1920

"O General está profundamente feliz em dirigir seus parabéns ao General Goybet e suas valentes tropas: 415 da linha, 2º Atiradores de elite Argelinos, 11º e 10º Atiradores Senegaleses, homens de infantaria ligeira da África, regimento de soldados Marroquinos, baterias de grupos africanos, baterias do 155, 314, companhia de tanques, grupos de bombardeio e esquadrões que na luta dura de 24 de Julho, romperam a resistência do inimigo que nos desafiou por 8 meses ... Eles gravaram uma página gloriosa na história da nossa país." - General Gouraud

## Rescaldo

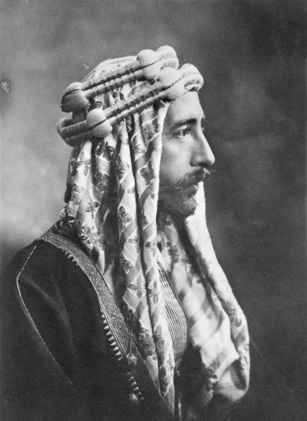
O Rei Faiçal foi expulso da Síria pelos Franceses após a ocupação de Damasco

As estimativas iniciais das vítimas que indicavam 2.000 mortos Sírios e 800 baixas Franceses foram exageradas. O Exército francês alegou que 42 de seus soldados foram mortos, 152 feridos e 14 desaparecidos em ação, enquanto cerca de 150 combatentes Sírios foram mortos e 1.500 feridos. O Rei Faiçal observou o desenrolar da batalha a partir da aldeia de al-Hamah, e como se tornou aparente que os Sírios haviam sido derrotados, ele e seu gabinete, com exceção do Ministro do Interior, Ala al-Din al-Durubi, que silenciosamente assegurou um acordo com os franceses, partiram para al-Kiswah, uma cidade localizada nas proximidades do sul de Damasco.
Forças francesas tinham capturado Alepo em 23 de Julho sem luta, e após sua vitória em Maysalun, tropas francesas cercaram e capturaram Damasco em 25 de Julho. Em pouco tempo, a maioria das forças de Faiçal fugiu ou se rendeu aos Franceses, embora partes de grupos Árabes que se opunham ao domínio francês continuassem a resistir antes de serem rapidamente derrotados. O Rei Faiçal retornou a Damasco em 25 de Julho e pediu a al-Durubi para formar um governo, embora al-Durubi já tivesse decidido sobre a composição de seu gabinete, o que foi confirmado pelos Franceses. O General Gouraud condenou o regime de Faiçal na Síria, acusando-o de ter "arrastado o país para a sua quase destruição" e afirmando que, por causa disso, era "totalmente impossível para ele permanecer no país". Faiçal denunciou a declaração de Gouraud e insistiu que ele permanecesse o chefe soberano da Síria, cuja autoridade tinha sido "concedida pelo povo sírio".
Embora ele tenha descartado verbalmente a ordem francesa que o expulsava a ele e á sua família da Síria, Faiçal partiu de Damasco em 27 de Julho com apenas um de seus membros do gabinete, al-Husri. Ele inicialmente viajou para o sul para Daraa na região de Hauran, onde ele ganhou a lealdade dos líderes tribais locais. No entanto, um ultimato Francês aos líderes tribais para expulsar Faiçal ou enfrentar o bombardeio de seus acampamentos obrigou Faiçal a ir para o oeste para Haifa na Palestina controlada pelos Britânicos em 1 de Agosto, e evitar mais derramamento de sangue. A partida de Faiçal da Síria marcou o fim de seu objetivo de estabelecer e liderar um estado Árabe na Síria.

## Combatentes e armas

### Forças Francesas

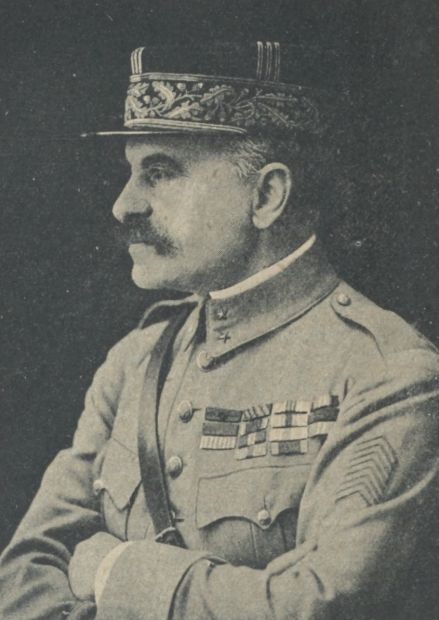
O General Mariano Goybet comandou as forças Francesas durante a batalha

As estimativas do tamanho combinado das forças Francesas que participaram na batalha variaram de 9.000 a 12.000 tropas. As tropas eram compostas principalmente de unidades Senegalesas e Argelinas  e consistiam em dez batalhões de infantaria e várias unidades de cavalaria e artilharia. Entre as unidades participantes estavam o 415 Regimento de Infantaria, o 2º Regimento de Fuzileiros Argelinos, a Divisão Senegalesa, o Regimento dos Fuzileiros Africanos e o Batalhão Marroquino de Sipahi. Vários voluntários maronitas do Monte Líbano também se juntaram às forças francesas. O Exército do Levante era equipado com baterias de artilharia planas e montanhosas e canhões de 155 mm, apoiados por tanques e bombardeiros de combate. O comandante das forças francesas foi o General Mariano Goybet.

### Forças Sírias

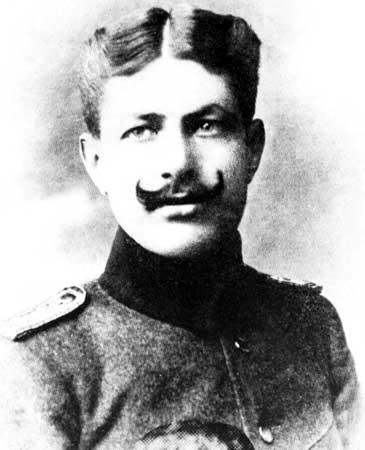
O Comandante das forças Sírias em Maysalun, o Ministro da Guerra Yusuf al-'Azma morreu durante a batalha.

As forças sírias consistiam em remanescentes do Exército Árabe reunido pelo General al-'Azma, incluindo soldados da guarnição desmantelada de Anjar, do General Hassan al-Hindi, unidade desmanteladas de Damasco e a cavalaria de camelos dos Beduínos; a maioria das unidades do Exército Árabe foi desmantelada dias antes da batalha por ordem do Rei Faiçal como parte de sua aceitação dos termos do General Gouraud. Além das tropas do Exército Árabe, numerosos voluntários civis e milicianos de Damasco juntaram-se às forças de Al-'Azma.  Estimativas colocam o número de soldados sírios e irregulares em cerca de 4.000, enquanto o historiador Eliezer Tauber afirma que al-'Azma recrutou 3.000 soldados e voluntários, dos quais apenas 1.400 participaram da batalha.
Parte das unidades de milícia civis foram montadas e lideradas por Yasin Kiwan, um comerciante de Damasco, Abd al-Qadir Kiwan, o antigo imã da Mesquita de Umayyad, e Shaykh Hamdi al-Juwajani, um estudioso muçulmano. Yasin e Abd al-Qadir foram mortos durante a batalha.  Shaykh Muhammad al-Ashmar também participou da batalha com 40-50 de seus homens do bairro de Midan, em Damasco. Outros pregadores muçulmanos e estudiosos de Damasco, incluindo Tawfiq al-Darra (ex-mufti do Quinto Exército otomano), Sa'id al-Barhani (pregador da Mesquita Tuba), Muhammad al-Fahl (estudioso da Madrasa Qalbaqjiyya) e Ali Daqqar (pregador da mesquita Sinan Pasha) também participou da batalha.
Os Sírios estavam equipados com rifles deixadas por soldados otomanos em retirada durante a Primeira Guerra Mundial e aqueles usados pela cavalaria Beduína do Exército de Sharif durante a Revolta Árabe de 1916. Os Sírios também possuíam várias metralhadoras e cerca de 15 peças de artilharia. De acordo com várias versões, a munição era baixa, com 120-250 balas por fuzil, 45 balas por metralhadora e 50-80 munições por canhão. Parte dessa munição também era inutilizável porque muitos tipos de bala e rifle não correspondiam um ao outro.

## Legado
Os franceses assumiram o controle do território que se tornou o Mandato Francês para a Síria e o Líbano. A França dividiu a Síria em pequenas estados centradas em certas regiões e seitas, incluindo o Grande Líbano para os Maronitas, o Estado Jabal al-Druze para os Drusos em Hauran, o Estado Alauíta para os Alauítas nas Montanhas Costeiras da Síria e os estados de Damasco e Alepo. Gouraud teria ido ao túmulo de Saladino, chutado e dito:
| “ | “Despertai, Saladino. Nós retornamos. Minha presença aqui consagra a vitória da cruz sobre o crescente." | ” |

Embora os sírios tenham sido decisivamente derrotados, a Batalha de Maysalun "ficou na história Árabe como sinonimo de heroísmo e coragem sem esperança contra grandes probalidades, bem como por traição e traição", segundo o historiador iraquiano Ali al-Allawi. Segundo o jornalista britânico Robert Fisk, a Batalha de Maysalun foi "uma luta que todo sírio aprende na escola, mas sobre a qual quase todo o ocidental é ignorante". O historiador Tareq Y. Ismael escreveu que, após a batalha, a "resistência síria em Khan Maysalun logo assumiu proporções épicas. Foi vista como uma tentativa Árabe de deter a avalanche imperial". Ele também afirma que a derrota dos Sírios causou atitudes populares no mundo Árabe que existem até aos dias de hoje que afirmam que o mundo ocidental desonra os compromissos que faz ao povo árabe e "oprime qualquer um que fique no caminho de seus desígnios imperiais." Sati 'al-Husri, um grande pensador pan-Arabista, afirmou que a batalha foi "um dos eventos mais importantes da história moderna da nação Árabe." O evento foi anualmente comemorado pelos Sírios, durante o qual milhares visitam o túmulo de al-'Azma em Maysalun.